# Лас Вегас
 Тази статия е за града в САЩ.  За сериала вижте Лас Вегас (сериал).  
Лас Вегас (на английски: Las Vegas; в превод от испански „Ливади“ или „Плодородни долини“) е най-гъсто населеният град в щата Невада, Съединените американски щати, окръжен център на окръг Кларк и международно известен център за почивка, пазаруване, развлечение и хазарт.
Основан е през 1905 г., а официално става град през 1911 г. Той е най-големият американски град, основан през XX век. Населението на Лас Вегас е 660 929 жители (по приблизителна оценка от 2023 г.), а в рамките на метрополния регион живеят 2 953 000 души (2024).
Център на хазартните забавления в Съединените щати, на големите казина, Лас Вегас е рекламиран като „Развлекателната столица на света“, добре известен като „Град на греха“ благодарение на легализирания хазарт, предлагането на алкохолни напитки по всяко време и различните форми на забавления за възрастни. Бляскавият вид на града го прави привлекателно място за снимане на филми и телевизионни предавания. Снимачните площадки са една от забележителностите на този град.
Хазарт, туризъм и отдих са в основата на икономиката на града.
Лас Вегас привлича посетители не само с игралните зали, но и с различни спортни прояви, концерти, театрални представления, състезания за красота.
В града се открояват танцуващите фонтани на хотел „Беладжио“, копието на Айфеловата кула, хотел „Париж“, пресъздадените Венеция с канали, Хеопсовата пирамида със Сфинкса и др. Основните обекти за посещение се намират в близост до източната част на града. Вегас е известен и като градът на Елвис, заради многократните участия на Краля на рока от 1969 до 1976 г.
Привлекателни са също възможностите за незабавна сватба, екскурзиите за меден месец.

## Известни личности, свързани с града

### Родени
- Джена Джеймисън, родена 9 април 1974 г., американска порнографска актриса, модел и бизнесдама.

### Други
- Кичка Бодурова е известна българска певица, която пребивава в града със семейството си.

## Побратимени градове
- Ангелес, Филипини
- Ансан, Южна Корея
- Пукет, Тайланд
- Хулудао, Китай
- Памуккале, Турция